# Brunia
Brunia är ett släkte av tvåhjärtbladiga växter. Brunia ingår i familjen Bruniaceae.

## Bildgalleri

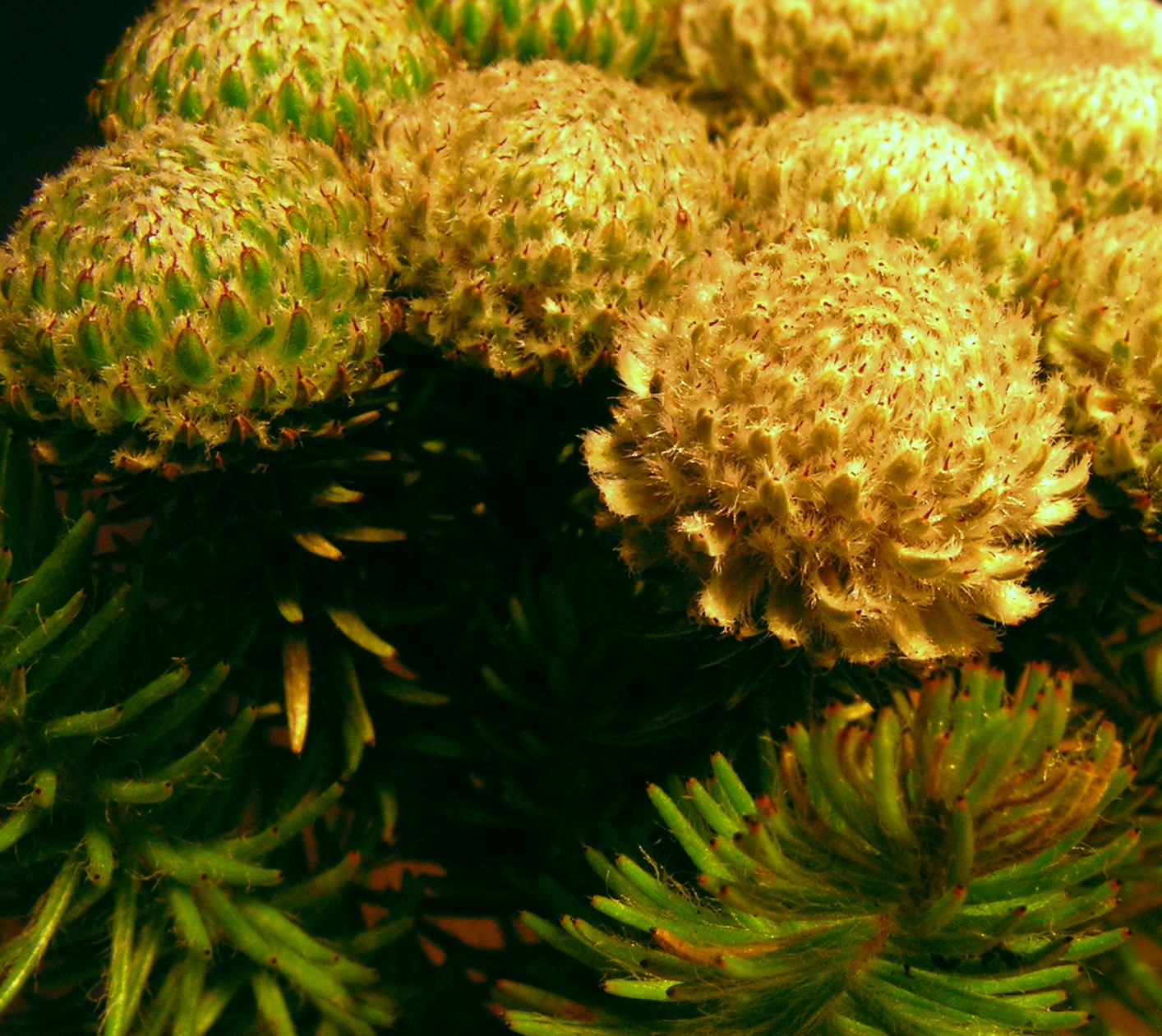
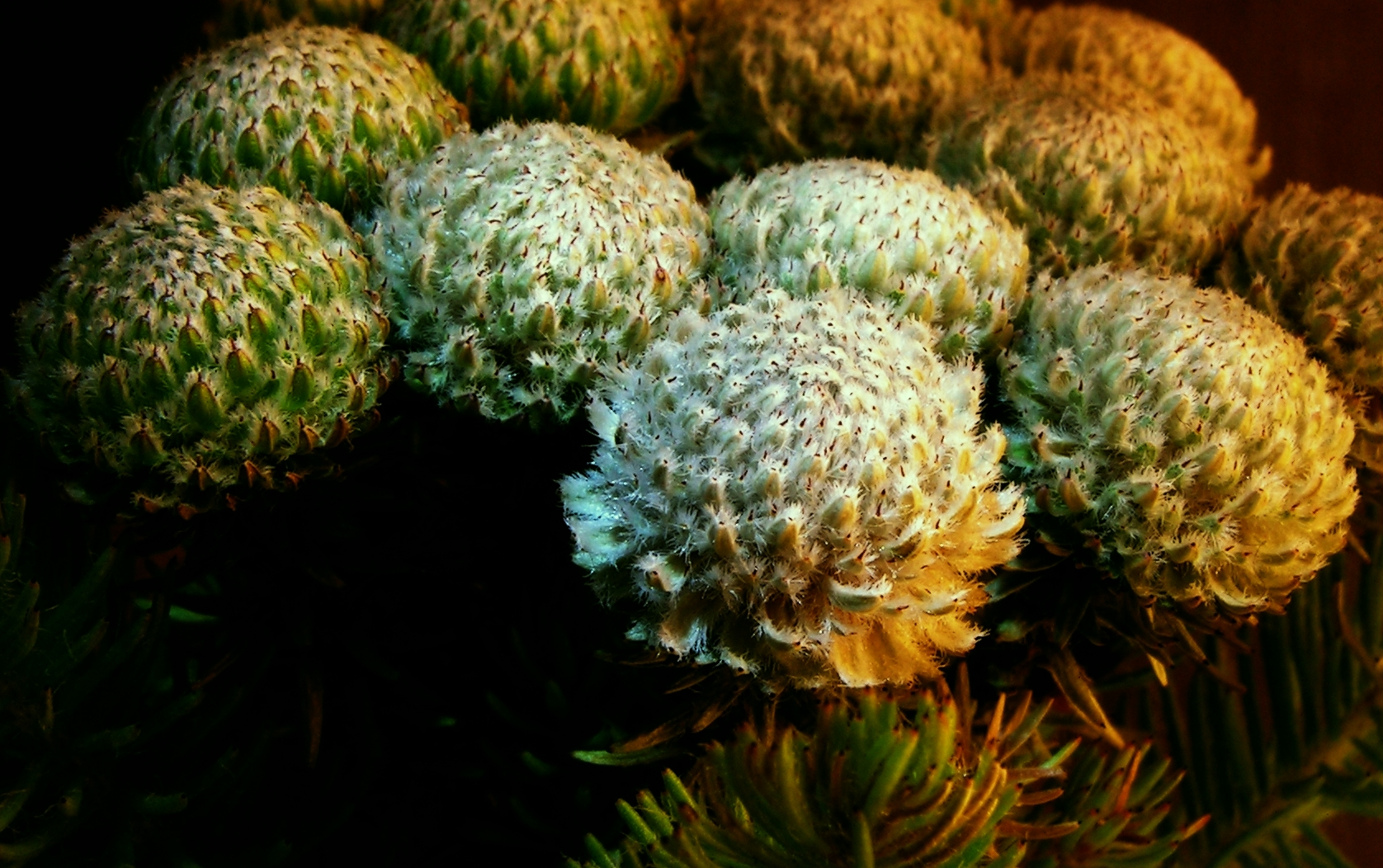
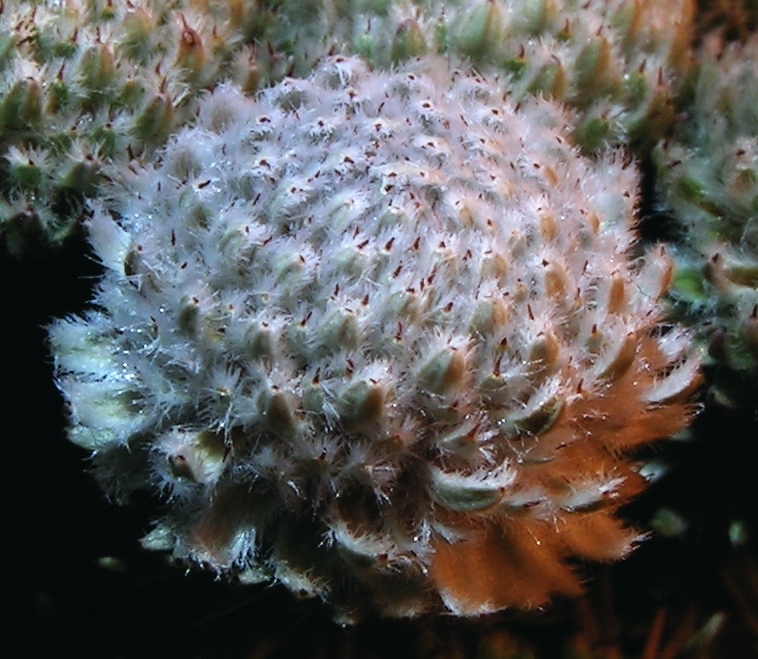
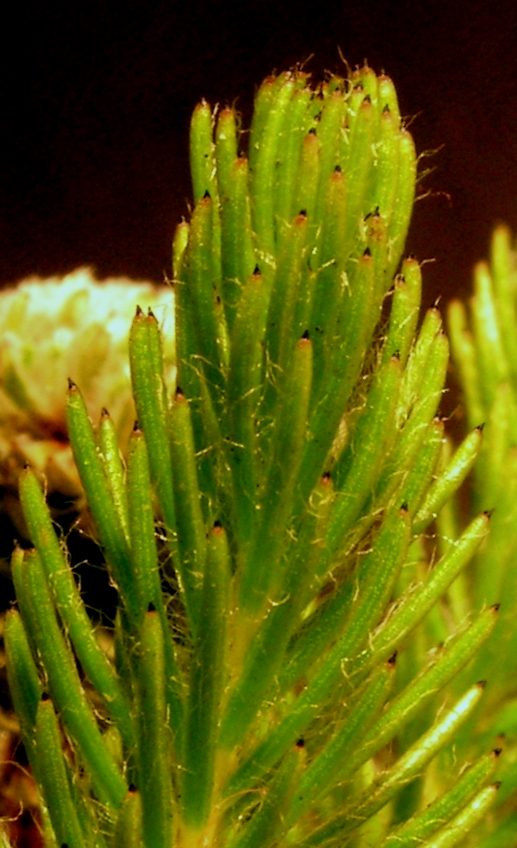
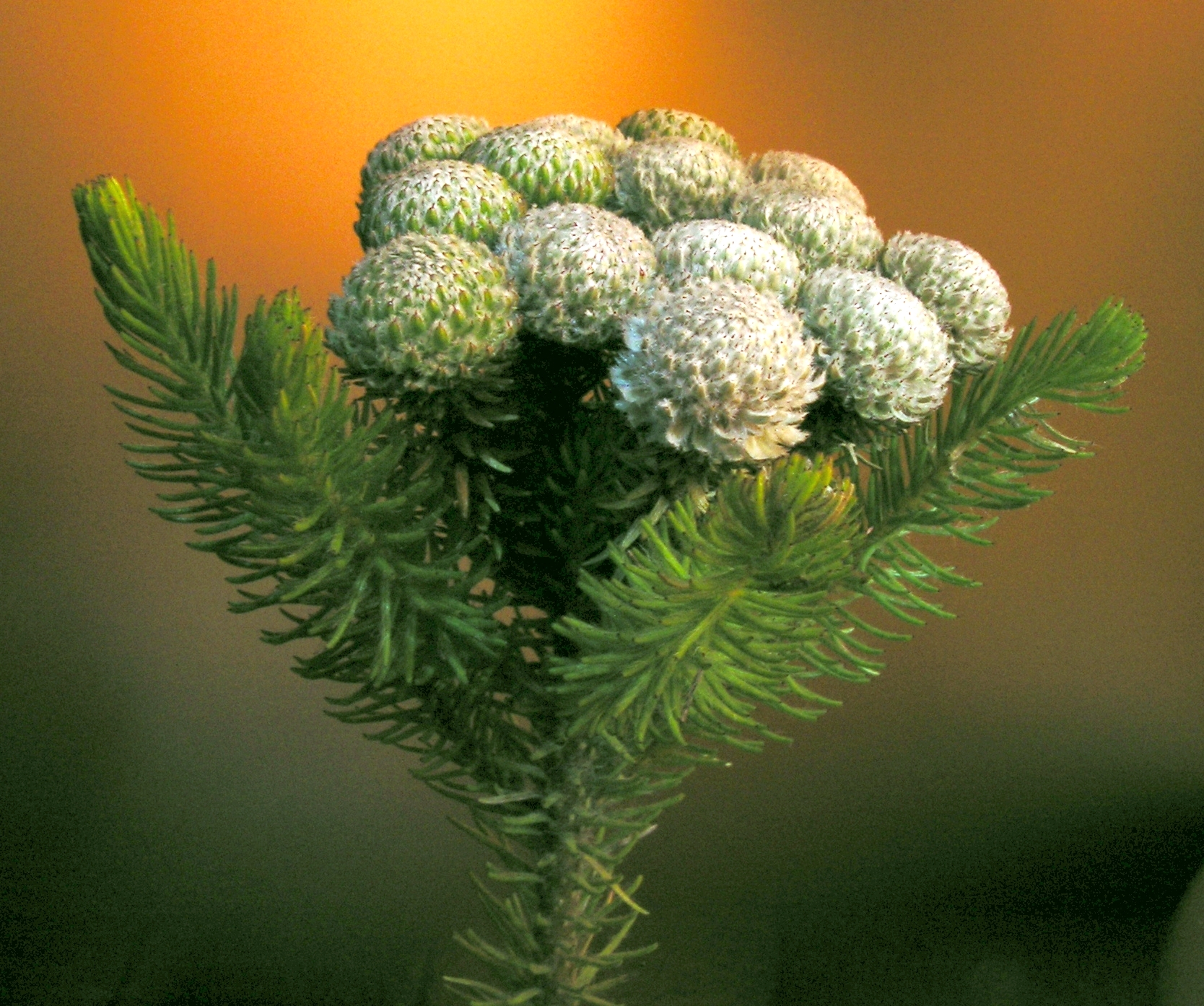
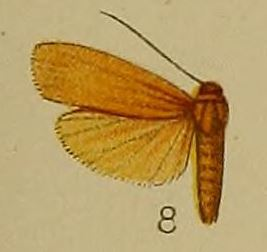

## Dottertaxa tillBrunia, i alfabetisk ordning[1]
- Brunia africana
- Brunia angulata
- Brunia barnardii
- Brunia bullata
- Brunia callunoides
- Brunia compacta
- Brunia cordata
- Brunia dregeana
- Brunia esterhuyseniae
- Brunia fragarioides
- Brunia laevis
- Brunia latebracteata
- Brunia macrocephala
- Brunia microphylla
- Brunia monogyna
- Brunia monostyla
- Brunia myrtoides
- Brunia neglecta
- Brunia nodiflora
- Brunia noduliflora
- Brunia oblongifolia
- Brunia paleacea
- Brunia palustris
- Brunia pentandra
- Brunia phylicoides
- Brunia pillansii
- Brunia powrieae
- Brunia purpurea
- Brunia sacculata
- Brunia schlechteri
- Brunia sphaerocephala
- Brunia thomae
- Brunia trigyna
- Brunia tulbaghensis
- Brunia variabilis
- Brunia villosa
- Brunia virgata